# El Ilocano
El Ilocano – filipiński dwutygodnik, stworzony i finansowany przez Isabelo de los Reyesa. Publikował teksty o wydźwięku antyklerykalnym i niepodległościowym. Zamieszczano w nim treści o charakterze popularnonaukowym oraz skupiające się na tematyce regionalnej. Ukazywał się między 1889 a 1896 i był czasopismem dwujęzycznym, drukowanym po hiszpańsku i ilokańsku. Zapisał się w filipińskiej historii jako pierwsza gazeta kierowana w całości przez Filipińczyka. Uznaje się go za pierwsze ilokańskie czasopismo.

## Tło
Dwutygodnik „El Ilocano” ukazywał się w Manili. Został założony przez Isabelo de los Reyesa. Ten relatywnie młody wówczas dziennikarz był również jego redaktorem oraz osobą zapewniającą pismu finansowanie. Funkcjonował między 1889 a 1896. Miesięczna subskrypcja kosztowała czytelnika jedną pesetę. Zyskał znaczną popularność, co odróżnia go od wcześniejszych tytułów prasowych w językach rodzimych, takich jak istniejący zaledwie kilka miesięcy „Diariong Tagalog”. W 1892 został nagrodzony złotym medalem podczas wystawy zorganizowanej w ramach dorocznego festiwalu w Candon. Po czterech latach funkcjonowania można było zwiększyć nakład. Od tego też momentu de los Reyes drukował pismo przy użyciu własnej prasy drukarskiej, bez konieczności korzystania z usług firm zewnętrznych. Kres działalności „El Ilocano” położyła rewolucja filipińska.

## Treść

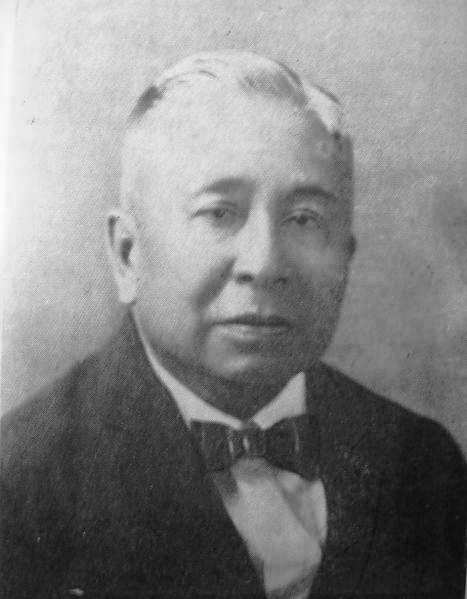
Isabelo de los Reyes, twórca „El Ilocano”

„El Ilocano” był pismem antyklerykalnym i niepodległościowym. Mimo że de los Reyes nigdy nie należał do Katipunanu, tajnej organizacji rewolucyjnej stawiającej sobie za cel wyzwolenie Filipin spod panowania hiszpańskiego, jego dwutygodnik głosił w zasadzie hasła zbieżne z ideologią grupy. Występował dodatkowo przeciwko uprzywilejowanej pozycji duchowieństwa katolickiego. Czynił to niekiedy w bardzo bezpośredni sposób. W źródłach pojawiają się sugestie, jakoby ataki na kler na obszarach zamieszkanych przez Ilokan po wybuchu rewolucji z 1896 były w istocie pokłosiem agresywnej retoryki pisma.
Czasopismo poruszało jednocześnie szerokie spektrum tematów, nie ograniczając się jedynie do kwestii społeczno-politycznych. Starano się na jego łamach popularyzować naukę, zamieszczając artykuły poświęcone geografii, rolnictwu, prawu czy matematyce. Nie pomijano też administracji czy kwestii religijnych. Wyraźnie regionalne w swym wydźwięku, jego skoncentrowanie się na jednej tylko grupie etnicznej znajdowało swe odzwierciedlenie choćby w tekstach poświęconych historii Ilokan. Dwutygodnik czasem publikował również poezję oraz porady odnoszące się do życia codziennego. Zawierał dodatkowo sekcję skierowaną do kobiet. Poza samym de los Reyesem do grona związanych z pismem autorów zaliczyć można Ignacia Villamorę, Claro Caluyę, Menę Crisologo, Mariana Dacanaya oraz Canuto Medinę.
Wśród współczesnych sobie rodzimych elit filipińskich budził pewnego rodzaju zakłopotanie. Chętnie bowiem i często publikowano w nim materiały poświęcone tradycjom i obyczajom archipelagu. Niechęć budziło nie tyle opisywanie filipińskich zwyczajów czy folkloru, co raczej przywoływanie praktyk uznawanych przez wykształconych w Europie Filipińczyków za przesądy.

## Znaczenie
Mimo tego, iż ukazywał się przez zaledwie kilka lat, znalazł swoje miejsce w historii Filipin. Był czasopismem dwujęzycznym. Zamieszczane w nim teksty publikowano nie tylko po hiszpańsku, ale również w języku ilokańskim. Jest tym samym uznawany za pierwszą ilokańską gazetę. Za wyborem tych właśnie dwóch języków mogły stać względy natury tak praktycznej, jak i politycznej. Hiszpański pozwalał dotrzeć do czytelników spoza Filipin i pozwalał na umiędzynarodowienie pisma. Ilokański zapewniał z kolei istotne połączenie z grupą jego głównych i najważniejszych odbiorców. Prawdopodobnie de los Reyesowi zależało na podkreśleniu, że wszystkie rdzenne języki archipelagu mają takie same prawa do obecności w przestrzeni publicznej. Komentowano też niekiedy, iż starał się w ten sposób jednocześnie podważyć status tagalskiego jako lingua franca Filipin.
Znaczenie „El Ilocano” nie ogranicza się do dania początku ilokańskiej prasie. Był pierwszą gazetą finansowaną, redagowaną i wydawaną przez Filipińczyka, bez udziału osób przybyłych z metropolii. Wenceslao Retana nazwał go z tego powodu pierwszym prawdziwie filipińskim pismem. Wokół periodyku narosło jednocześnie kilka nieporozumień, zwłaszcza jeśli o jego miejsce w historii filipińskiej prasy. Niekiedy mylnie uznaje się „El Ilocano” za pierwszą gazetę wydawaną w jednym z rodzimych języków Filipin. W innych z kolei źródłach błędnie określa się ją jako pierwszego przedstawiciela filipińskiej prasy regionalnej.
„El Ilocano” stanowił jednocześnie istotną przestrzeń w ramach której ilokańscy intelektualiści schyłku XIX stulecia mogli wymieniać się poglądami. Pielęgnowali oni na jego łamach swe zdolności pisarskie oraz erystyczne. Przyczyniali się tym samym do wzmocnienia rodzącej się filipińskiej tożsamości narodowej.